# Vågskepp

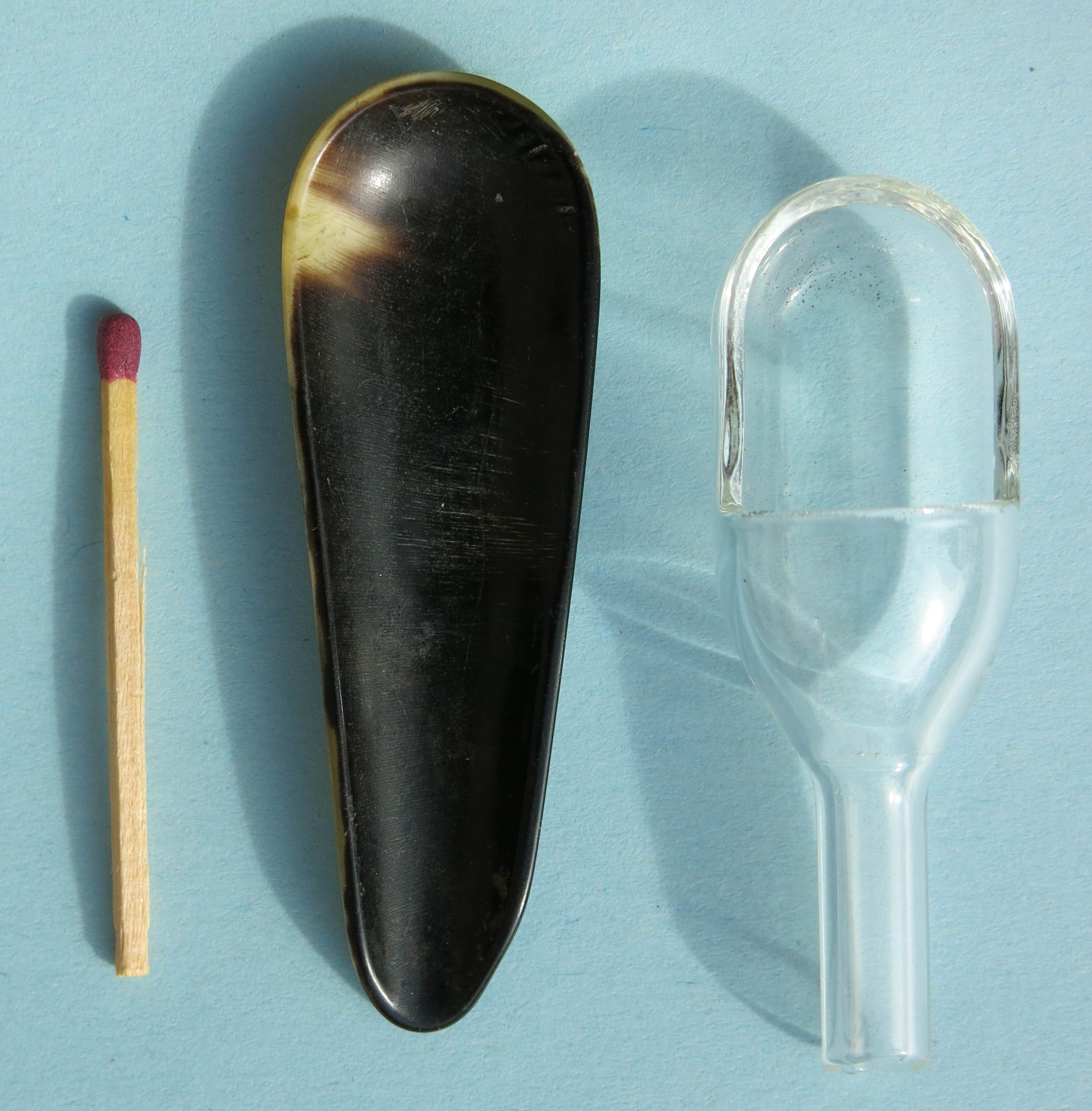
Från vänster: en tändsticka, ett äldre vågskepp av horn och ett nyare vågskepp av glas.

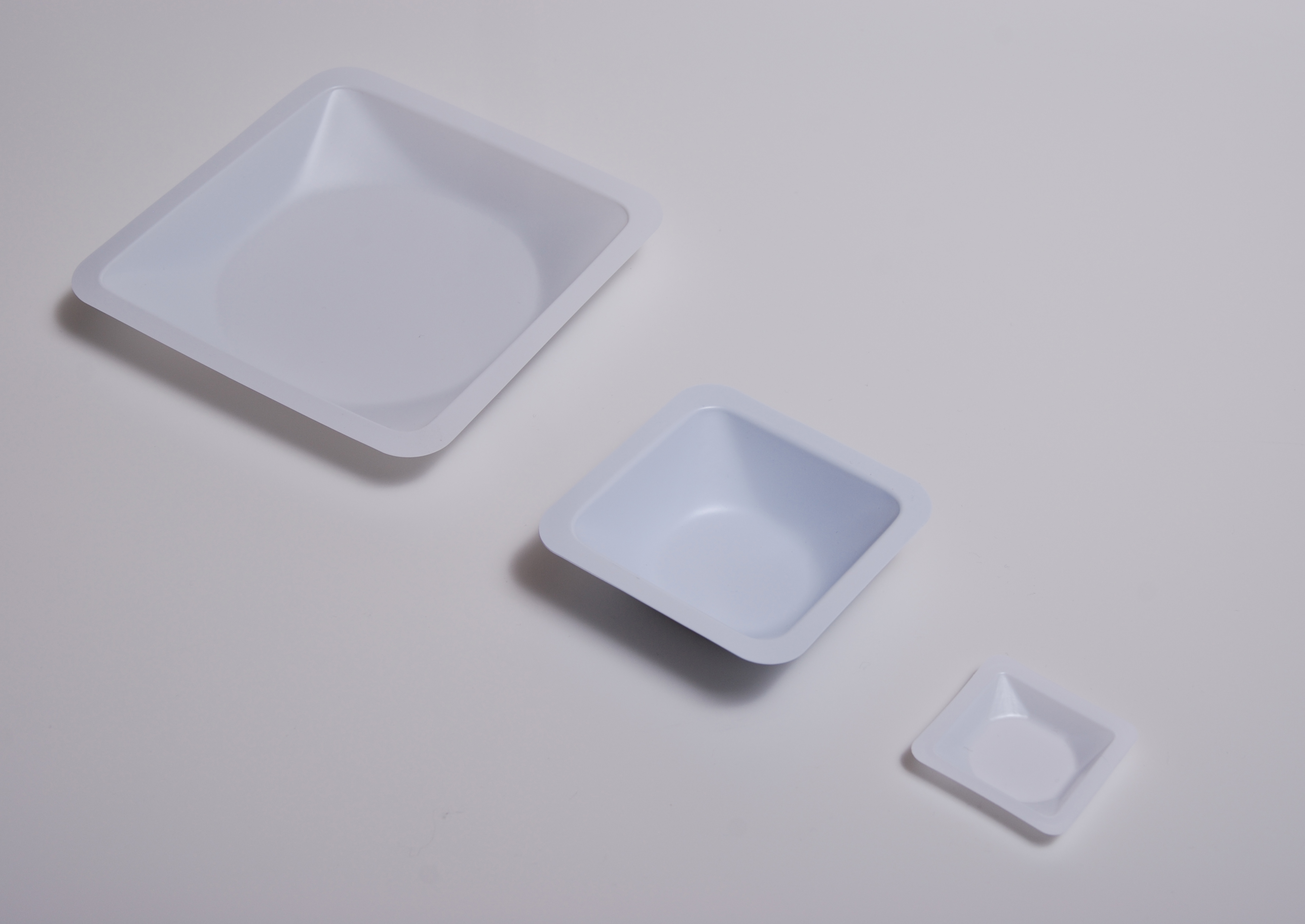
Engångsvågskepp av polystyren.

Ett vågskepp är en liten skål- eller skedformad behållare som används vid noggrann uppvägning av en substans, främst med hjälp av analysvåg. Vågskepp är tillverkade av metall, glas, porslin eller polystyren  — tidigare även av horn.
Kortfattad metodbeskrivning (fingra inte på vågskeppet!):
1. Ställ vågskeppet på en snabbvåg och tarera ("nollställ") denna.
2. Väg upp "önskad mängd" av substansen i vågskeppet på snabbvågen.
3. Väg vågskepp med substans på analysvågen (i enlighet med vad som gäller för användande av en analysvåg).
4. Häll över substansen till sin destination.
5. Väg det "tomma" vågskeppet på analysvågen.
6. Skillnaden i vikt mellan steg fem och steg tre är vikten av den tillförda substansmängden.